# 红花苦参
红花苦参（学名：Sophora flavescens var. galegoides）为豆科槐属下的一个变种。

## 扩展阅读
- 維基物種上的相關：红花苦参